# セレブリックス
株式会社セレブリックス（Cerebrix Corporation）は、リクルート出身者による営業コンサルを中核とする企業である。本社は東京都江東区に所在する。
営業コンサルティング事業から始まり、営業代行事業、セールスプロモーション支援事業、アウトソーシング事業、採用支援事業へ支援領域を拡大し、2005年には大阪証券取引所ヘラクレス（現・ジャスダック）上場。2013年に現経営陣によるMBO（マネジメントバイアウト）を前提とするTOBにより上場廃止。2017年に株式会社博報堂プロダクツと業務資本提携を結び博報堂グループ入り。2021年1月、本社を有明セントラルタワーに移転。

## 沿革
- 1998年（平成10年）5月 - 三戸薫がブレインワークス株式会社として設立。有限会社マネジメントシップより営業譲渡
- 2002年（平成14年）5月 - 株式会社シオンコーポレーションの株式を取得し、100%子会社化
- 2003年（平成15年）4月 - シオンコーポレーションを吸収合併し、アウトソーシング事業を開始
- 2005年（平成17年）
  - 1月 - 株式会社セレブリックスに社名変更
  - 5月 - 大阪証券取引所ヘラクレス（現・ジャスダック）に上場
- 2006年（平成18年）4月 - セレブリックス・ホールディングス株式会社に社名変更
- 2009年（平成21年）6月26日 - 株式会社セレブリックスに社名変更
- 2010年（平成22年）7月 - 江川利彦が代表取締役社長に就任。本店を新宿に移転
- 2012年（平成24年）11月 - 経営陣によるMBOを前提とするTOBを発表
- 2013年（平成25年）3月 - MBOが完了。新体制スタート
- 2015年（平成27年）
  - 7月 - CSRの取組として、営業職を目指す人のための就職応援プロジェクト開始
  - 10月 - 従業員用の託児所開設
- 2017年（平成29年）
  - 1月 - 株式会社博報堂プロダクツと業務資本提携
  - 7月 - 大阪、博多、広島に営業所を開設
- 2018年（平成30年）
  - 4月 - 本社を新宿エルタワーに移転
  - 10月 - 御徒町、仙台に営業所を開設
- 2021年（令和3年）
  - 1月 - 本社を有明セントラルタワーに移転
  - 3月 - 営業代行・コンサルティング事業が関西オフィスを開設
  - 4月 - カンパニー制度を導入
    - セールスカンパニー：独自の営業手法やセールステクノロジーを活用した法人営業・新規開拓営業を中心とする営業支援事業
    - HRカンパニー：最適な「人材」と「仕組み」でお客様のあらゆる課題を解決する人材支援事業
- 2022年（令和4年）4月 - 北川和毅が代表取締役社長に就任

## 事業内容

### セールスカンパニー
営業代行事業（BtoB）
- デマンドセンターアウトソーシング
- インバウンド対応支援
- インサイドセールス支援
- リードナーチャリング支援
- ウェビナー・セミナー支援
- 営業プロセストータル支援
- テストセールスアウトソーシング
- カスタマーサクセスアウトソーシング
- セールスエージェントマッチング

営業コンサルティング事業
- 実践型セールスコンサルティング
- 営業ガイドライン策定
- 客観的営業力測定
- セールストレーニング
- 営業効率・効果向上支援
- 営業組織デジタルシフト
- 伴走型マネジメントサポート
- Sales is Academia

営業職転職支援事業
- SQIL Career Agent

### HRカンパニー
販促支援事業（BtoC）
- 各種サンプリング（街頭、店頭、オフィス訪問）
- 各種キャンペーン、ユーザー獲得業務　等

採用支援事業
- 採用コンサルティング＆アウトソーシング

スタッフィング事業
- コンビニエンスストアに特化したスタッフ派遣サービス

## セールスカンパニー
パーパス
Be The HOPE ～営業のその先を考える～

## HRカンパニー
ミッション
現場の第一線で
「お客様企業の収益向上」に全力を尽くし
企業と社会と個人を元気にする
ビジョン
現場と組織にイノベーションを
人材支援から、共創支援カンパニーへ
バリュー
たった一人から、すべては変わる